# Револуција
Револуција (лат. revolutio, „преокрет”), у општем случају, радикална је промена друштвених односа. У политичком означава корениту промену друштвеног уређења. Реч револуција значи преобрат. У неким револуцијама учествује велики број људи, или чак већина неке социјалне групације или народа, док у неке револуције води само мала група револуционара. Аристотел је описао две врсте политичких револуција: 1) Потпуна промена из једног система у други; 2) измена тренутног система.
Револуције су се појављивале кроз историју и биле су различитих начина, трајања и идеологија. Резултати укључују велике промене у култури, привреди и друштвено-политичким установама. Академске расправе о томе  шта чини, а шта не чини револуцију се врте око неколико питања. Рана проучавања  револуција понајприје су анализирала догађаје у европској историји с гледишта психологије, али новија проучавања укључују светске догађаје којима се бави и неколико друштвених наука укључујући социологију и политикологију. Неколико генерација академске мисли о револуцијама је створило пуно супротстављених теорија и у много чему допринело у тренутном разумевању ове сложене појаве.
Већину историјских револуција прати револуционарни терор.

## Врсте
Постоји пуно различитих типологија револуција у друштвеним наукама и литератури. На пример, класични научник Алексис де Токвил разлучивао је : 1) политичке револуције; 2) изненадне и насилне револуције који не траже само утемељење новог политичког система већ трансформацију целог друштва; 3) полагане али бришуће трансформације целог друштва која се догађа неколико генерација (при. религија). Једна од неколико различитих марксистичких типологија дели револуције у предкапиталистичке, ранобуржоаске, буржоаске, буржоаско-демократске, ране пролетерске и социјалистичке револуције.
Чарлс Тили, модерни  истраживач револуција, ради разлику између пуча, смањења моћи, грађанског рата, побуне и „величанствене револуције“ (револуције које су преобразиле економске и друштвене структуре као такође и политичке институције, као што је Француска револуција из 1789. године, Руска револуција из 1917. године или Иранска револуција у Ирану).
Остале врсте револуција, створене за остале типологије, укључују друштвене револуције; пролетерску или комунистичку револуцију (надахнуте Марксистичким идејама којима је циљ замена капитализам комунизмом); неуспеле револуције (револуције које нису успеле да осигурају моћ након привремених победа или превеликих укључивања); те насилне контра ненасилних револуција(Баршунаста револуција).
Израз револуција се такође користио како би се обележиле велике промене невезане уз политику. Такве револуције су обично препознате као оне које су преобразиле друштво, културу, филозофију и технологију пуно више него политичке системе; често су познате као друштвене револуције. Неке могу бити глобалне, док се неке могу ограничити само на поједину земљу. Један од класичних примера употребе израза светска револуција у том контексту је индустријска револуција (уочи да такве револуције такође пристају Токвиловој дефиницији „полаганих револуција“.

## Социјалне и политичке револуције
Политичке револуције често прати насиље, и велике промене у структурама моћи које често резултују новим институционализованим насиљем, као што је био случај са руским и француским револуцијама (које су пратиле „чистке“ и „Терор"). Политичка револуција је насилна замена једног скупа владалаца другим (као што се догодило у Француској и Русији), док је социјална револуција фундаментална промена у социјалној структури друштва, као што су биле Протестантска реформација или Ренесанса. Међутим, ово разграничење је ретко јасно, јер већина политичких револуција тежи да изнесе и социјалне револуције, и имају основне филозофске или социјалне мотиве који их предводе. Најпознатије револуције са оваквим мотивима у модерном свету су биле либералне револуције и комунистичке револуције, као и повремене националистичке револуције. За разлику од револуција, пучеви често не теже променама изузев промене тренутног вође.
Неки политички филозофи сматрају револуције средствима за постизање својих циљева. Већина анархиста се залаже за социјалну револуцију као средство сламања структура власти, и замењивања их не-хијерархијским институцијама.
Социјалне и социјално-политичке револуције често спадају у најрадикалније социјалне покрете. Оне утичу на све друштвене компоненте, уводе нови социјални поредак и(ли) теже да униште све или скоро све старије структуре.
Међу марксистичким комунистима постоји подела на оне који су подржавали Совјетски Савез и остале такозване комунистичке државе, и на оне који су критички настројени према овим државама (неки их чак одбацујући као не-комунистичке), на пример троцкисти и ортодоксни марксисти. 
Социјалне и политичке револуције често бивају „институционализоване“ када идеје, слогани, и личности које учествују у револуцијама наставе да играју важну улогу у друштву, дуго након што је револуција окончана. Комунистичке државе су често институционализовале своје револуције како би дале легитимитет својим владама. Неке не-комунистичке државе, као што су САД, Француска или Мексико су такође институционализовале револуције, и настављају да славе сећање на своје револуционарне прошлости кроз празнике, песме, и на друге начине.
Револуцијама се приступало и из антрополошке перспективе. Ослањајући се на записе Виктора Тарнера о ритуалима и перформансима, Бјерн Томасен је тврдио да се револуције могу схватити као „лиминални“ тренуци: модерне политичке револуције веома подсећају на ритуале и стога се могу проучавати у оквиру процесног приступа. То би подразумевало не само фокусирање на политичко понашање „одоздо“, већ и препознавање тренутака у којима се „високо и ниско“ релативизују, чине ирелевантним или подметнутим, и при томе се микро и макро нивои спајају у критичним везама.

## Културне, интелектуалне и филозофске револуције
- Ренесанса
- Протестантска револуција
- Научна револуција
- Сексуална револуција
- Тиха револуција
- Ненасилна револуција
- Културна револуција
- Стоунволска револуција

## Технолошке револуције
Технолошке револуције обично доводе до трансформација у друштву, култури и филозофији.
- Пољопривредна револуција
- Дигитална револуција
- Неолитска револуција
- Револуција цена
- Индустријска револуција
- Друга индустријска револуција